# イスラエル航空宇宙軍
イスラエル航空宇宙軍（イスラエルこうくううちゅうぐん、英語: Israeli Air Force, "IAF", ヘブライ語: חיל האוויר והחלל）は、イスラエル国防軍の航空部門である。略称として「イスラエル空軍」とも称されるが、ヘブライ語での正式名称は「航空宇宙軍」('Air and Space Arm')である。以降では略称である「イスラエル空軍」と表記する。

## 沿革

### 創設期(1948年 - 1967年)

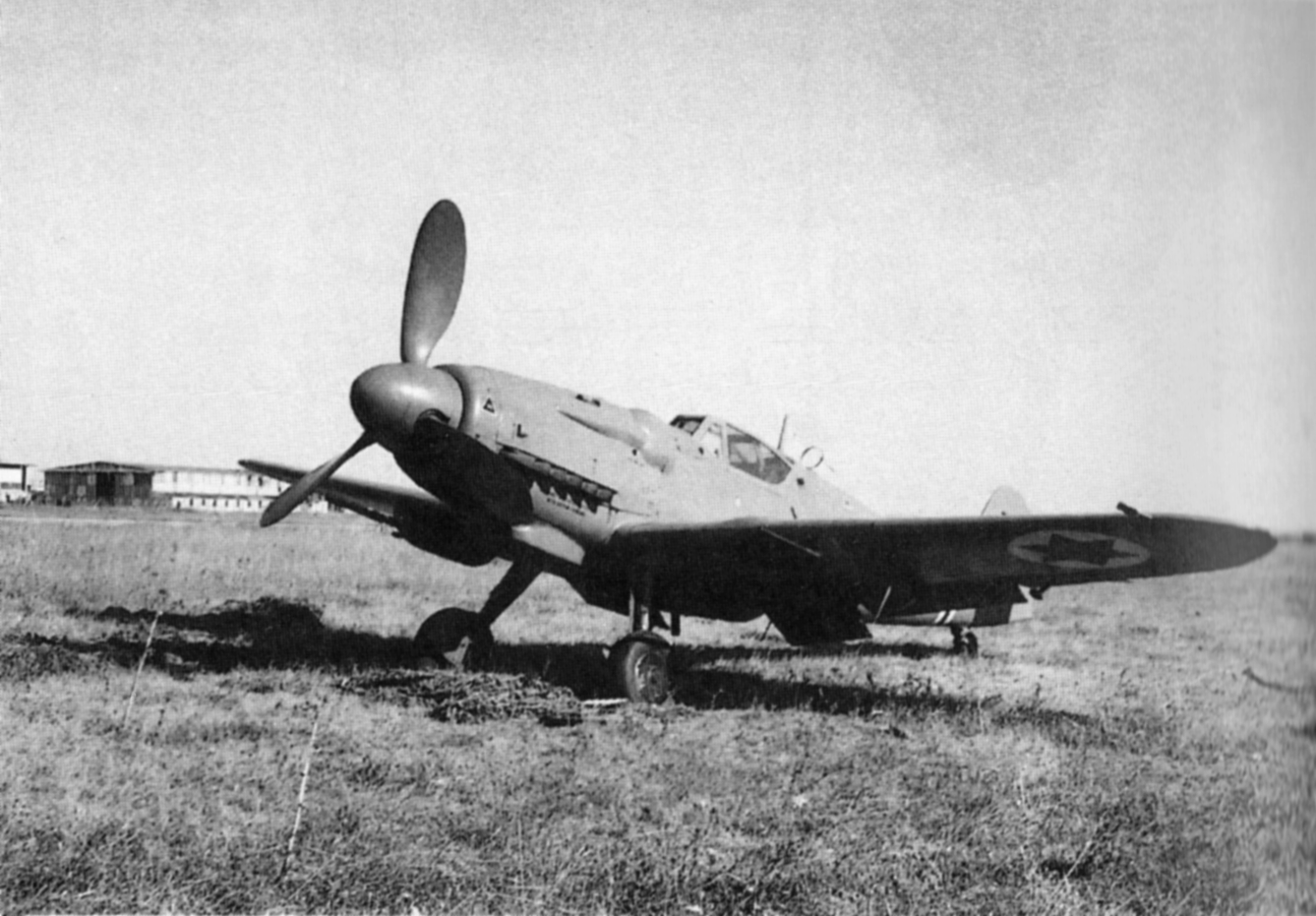
IAF アヴィア S-199(1948年6月)

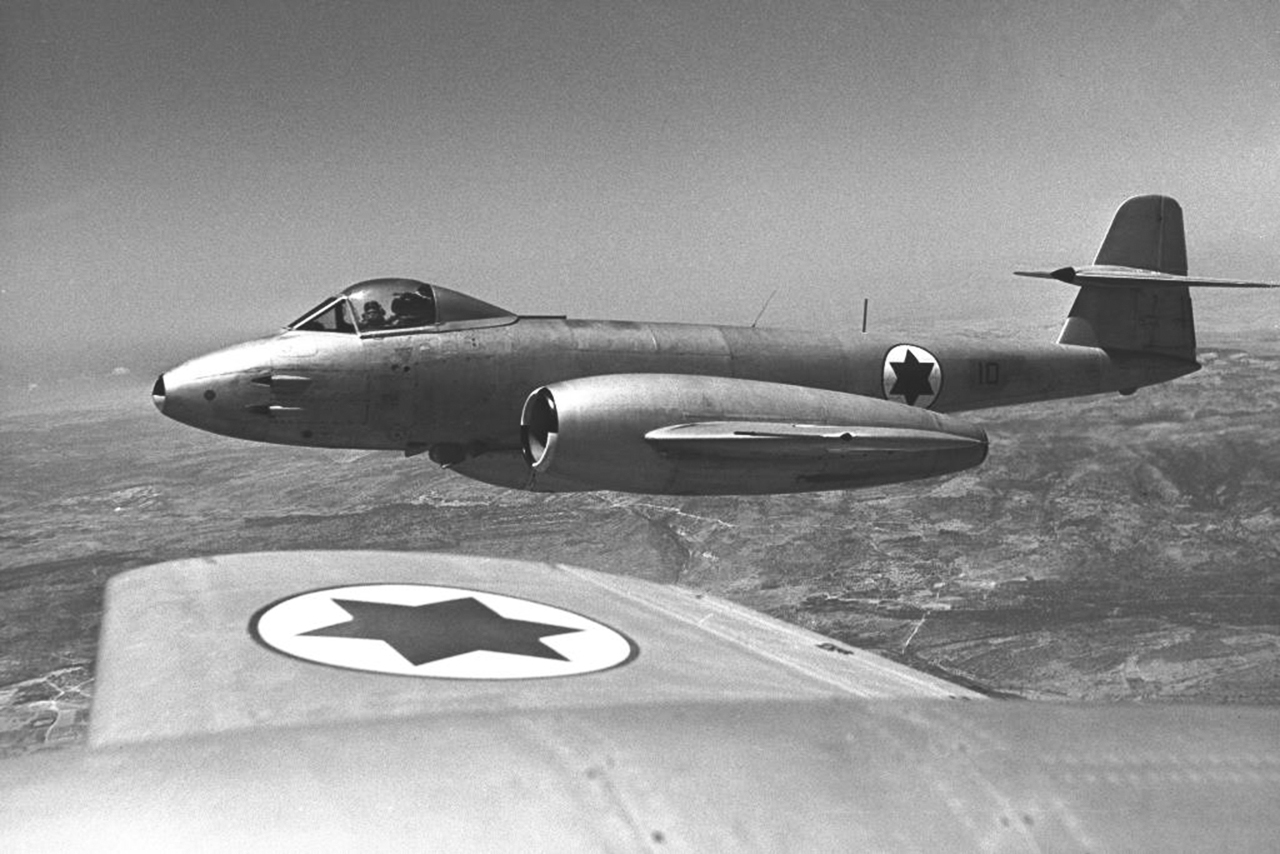
IAF グロスター ミーティア(1954年)

イスラエル空軍はハガナーの航空団(Sherut Avir)を母体として、イスラエル建国宣言によって第一次中東戦争が始まった直後の1948年5月28日に組織された。ハガナー時代の航空兵力は徴発・寄贈を受けた民間機を軍用に転換した機体の寄せ集めから成っていた。そこでこの飛行隊を補強するため、旧式・第二次世界大戦剰余機などの機体をあらゆる手段を用いて買いあさり、25機のアヴィア S-199 (チェコスロバキアから購入した実質チェコスロバキア製造のメッサーシュミットBf109) と62機のスーパーマリン スピットファイア LF Mk IXEsがイスラエル空軍の中核となった。
初期イスラエルの空での軍事的成功の基盤となったのは、科学技術よりむしろ独創性と創造性であり(初期イスラエル空軍の軍事技術は一般に周辺国のそれに比べて劣っていた)、質素な中で最初の空の戦いに勝利した事で注目を浴びた。
イスラエルの新しい戦闘機は1948年5月29日に活動を開始し、エジプト軍のガザ地区北進を押し止める作戦(Operation Pleshet)を支援した。4機(ルー・レナルト、モディ・アロン、エゼル・ヴァイツマンとエディー・コーエン)のアヴィア S-199sがアシュドッドの近くでエジプト軍を奇襲攻撃し、2機を失った上にエジプト軍に与えた損害も少なかったが奇襲自体は成功し、エジプト軍は進軍を止めた。また、イスラエル空軍が空での戦いに勝利を収めたのは1948年6月3日、テルアビブを爆撃していたエジプト軍のDC-3の2機編隊をモディ・アロンが撃墜したのが最初である。さらに戦闘機同士の空中戦での勝利は6月8日、ギデオン・リッターマンがエジプト軍のスピットファイアを撃墜したのが最初である。
戦争が続く間もイスラエル空軍は新たな航空機(B-17 フライングフォートレス・ブリストル ボーファイター・デ・ハビランド モスキート・P-51Dムスタング)の補充を続け、次第に両者の空軍力のバランスは変わっていった。戦争末期の1949年初にはイスラエル空軍はイスラエル上空での安定的な絶対的航空優勢を確保していた。
1956年の第二次中東戦争でも、イスラエル空軍は全イスラエル軍の中で重要な役割を果たした。作戦の始まる10月29日、イスラエル空軍のP-51Dムスタングはシナイ半島に進入してプロペラの羽根で電話線を切断し、他方戦闘機に護衛された16機のDC-3はイスラエル降下兵をエジプト軍の戦線の背面に投下した。

### 第三次中東戦争
1967年の第三次中東戦争でのイスラエル空軍は、戦闘の初日に対立するアラブ空軍に大打撃を与えることによって絶対的航空優勢を獲得した。6月5日の朝3時間の攻撃(フォーカス作戦)でまだ離陸前のエジプト空軍機の大部分を破壊し、その日のうちにシリア・ヨルダン空軍にも同様に大打撃を与え、さらにイラクまで攻撃した。
この戦いの終わりまでにイスラエル空軍は452機のアラブ諸国の航空機を破壊し、そのうち49機が空中戦での戦果であった。これに対してイスラエル空軍は46機の戦闘機を失い、そのうち12機が空中戦での損失であった事を認めている。
この戦争によってそれまでイスラエルにとって主要な戦闘機供給源だったフランスとの関係が悪化し、フランスのドゴール政権はイスラエルへの武器輸出禁止を表明した。そのため、イスラエル軍は軍用機の主要供給源をアメリカに切り替え、イスラエル・エアクラフト・インダストリーズ(IAI)は航空機と兵器(当初はフランス製の型をベースに)の自国生産を進めた。

### 消耗戦争
第三次中東戦争でシナイ半島を失ったエジプトは、その奪還を目指して翌1968年にイスラエルに攻撃を行った(消耗戦争)。この戦争におけるイスラエル側の目標は、停戦に持ち込むために相手になるべく多くの損害を与える事であった。そのためイスラエル空軍は繰り返し敵領深くの戦略目標を爆撃し、制空権を得るためにアラブ航空戦力に挑み、さらにイスラエル地上部隊と海軍の作戦支援を行った。
1970年7月30日に緊張はピークに達した。イスラエル空軍の待ち伏せでイスラエル空軍機と
ソ連のパイロットが操縦するミグの間で大規模な空中戦となり、イスラエル空軍は無損失で5機のミグを撃墜した。超大国を巻き込んでしまった事とさらなる戦火拡大への不安とから、この戦争の終結がもたらされた。
1970年8月の終わりまでに、イスラエル空軍機は4機を撃墜された代わりに111機のアラブ軍機を撃墜した。

#### 消耗戦争の主な作戦
- ルースター53作戦（英語版） - 1969年12月26日：第114飛行隊のSA 321シュペルフルロンと第118飛行隊のCH-53 Yas'urが、エジプトのスエズ運河沿岸に配備されたソ連製の新式P-12防空レーダー（英語版）を鹵獲するため空挺旅団の隊員を運び、CH-53は重さ4トンのP-12レーダーを吊り下げてイスラエルに帰還した（現在、このレーダーはイスラエル空軍博物館で展示されている。
- Operation Priha (Blossom) - 1970年1月7日－1970年4月13日：エジプト国内中枢の主要軍事施設に対する連続的集中攻撃。
- Rimon 20 - 1970年7月30日：イスラエル空軍がソ連人パイロット5人が操縦するエジプト軍のMiG-21を待ち伏せし、撃墜した。

### 第四次中東戦争
1973年10月の第四次中東戦争(ヨム・キプール戦争)でイスラエル空軍は建軍以来の総撃墜数の3分の1に相当する277機の敵軍機を撃墜したが、その代償として53人のパイロットと100機以上の損害を受けた。イスラエル空軍が大損害を受けた主な要因は、ソビエトの新しい対空装備品と防空理論、つまり中高度を守るSA-6や低高度の拠点防衛を行うシルカといったレーダー追尾の自走式対空ミサイル車両と、エジプト歩兵が携行した地対空ミサイル・システムSA-7 Strelaで機械化を進め、旧式ではあるものの高高度で依然強力なSA-2・SA-3といった対空ミサイル網の組み合わせによるものだった。多くの損害を受けたイスラエル空軍だが、戦争を通じてイスラエル陸軍の支援を続け、シリアとエジプトの標的に航空機集中攻撃を続けた。
戦争の最初の戦闘の1つが、2機のイスラエルのF-4ファントムと28機のエジプトのMiG-17とMiG-21によるオフィラの空戦で、7機のエジプト軍機を撃墜して残りを撤退させた。1973年10月9日、2つのF-4ファントム4機編隊がシリアを攻撃して、ダマスカス中心部のシリア参謀本部を破壊し、シリア空軍司令部に損害を与えた。またこの戦争で、イスラエル空軍はヘリコプターが輸送面でも医療救助面でも極めて有効である事を証明してみせた。

### 成長期(1973年-82年)
ヨム・キプール戦争以降、イスラエルの軍用機の大部分が米国から調達された。これらの中にF-4ファントムII、A-4スカイホーク、F-15イーグル、F-16ファイティング・ファルコン、E-2ホークアイなどがある。またIAIのネシェルや、フランスのミラージュ5をベースとしたIAIクフィルといった多くの国産機も運用した。クフィルはより強力なアメリカ製エンジンを搭載するように改造したイスラエル製の戦闘機である。
1976年、イスラエル空軍のC-130ハーキュリーズがウガンダのエンテベで行われたエールフランス139便人質救出作戦(サンダーボルト作戦)に参加した。

### オシラク原子炉爆撃
1981年6月7日、6機のF-15Aイーグルに護衛された8機のイスラエル空軍F-16Aファイティング・ファルコン戦闘機が、イラクのオシラク核施設を破壊するバビロン作戦（オペラ作戦）を実行した。攻撃に参加したパイロットには、後のイスラエル初の宇宙飛行士となるイラン・ラモン大佐がいた。

### 1982年のレバノン戦争とその余波
1982年のレバノン戦争の前、シリアはソ連の援助でレバノンのベッカー高原に地対空ミサイル網を構築していた。1982年6月9日にイスラエル空軍はシリアの防空網を破壊するモール・クリケット19作戦を実行した。この作戦でイスラエル空軍は、空対空戦闘での損失ゼロでシリア空軍の航空戦力80機を撃墜した。また、70年代から開発の行われていた無人航空機であるタディラン マスティフ、IAI スカウトが作戦投入され、隠匿された地対空ミサイルサイトの発見に貢献した。また同じく70年代に創設された、航空攻撃の地上誘導を専門とする特殊部隊"シャルダグ"も作戦投入されている。
またイスラエル空軍AH-1コブラ攻撃ヘリコプターは、数両のT-72主力戦車を含む、多数のシリアの装甲戦闘車両と地上目標を破壊した。
1986年、イスラエル空軍のアーロン・アチアズ大尉が操縦するF-4ファントムがレバノンでPLO攻撃任務の最中に事故で墜落した。パイロットは数時間後に救助されたが、同乗していた航空士のロン・アラッド大尉はシーア派武装勢力アマルに捕らえられた。アラッド大尉の所在はいまだに明らかになっていない。

### チュニスのPLO本部爆撃
1985年10月1日、PLOのテロ攻撃によってキプロスで3人のイスラエル民間人が殺された事を受けて、イスラエル空軍は「木の脚作戦」を実行した。この作戦は8機のF-15イーグルで当時チュニジアのチュニスにあったPLO本部を爆撃するものであり、イスラエル空軍過去最長の2300kmに渡る作戦行動であるため、空中給油用にイスラエル空軍ボーイング707が投入された。結果としてその時PLO議長のヤーセル・アラファートは不在だったため難を逃れたが、PLO本部は破壊された。

### ハイテク時代(1990年以降)
多くのイスラエル空軍の電装及び武器システムは、イスラエル・ミリタリー・インダストリーズ、イスラエル・エアロスペース・インダストリーズ、エルビット・システムズ等によってイスラエルで開発・製造された。1990年代から、イスラエル空軍はその航空機の多くをイスラエル製の性能改善された先進的システムに刷新していった。1990年にアメリカ製AH-64アパッチ攻撃ヘリコプターがイスラエル空軍に納入されると、その機体にラファエル・アドバンスド・ディフェンス・システムズ社製のパイソン4 空対空ミサイル・ポップアイ 空対地ミサイル等を装備し始めた。
1991年の最初の湾岸戦争でイスラエルはイラクのスカッドミサイルに攻撃された。イスラエル空軍のパイロットは戦争の間中ずっとイラクへの報復攻撃のために待機していた。しかし現実にイラクへの報復攻撃となるとイスラエル軍機はヨルダンやシリアの上空を通過しなければならない。その場合、イスラエルの軍事行動に過敏に反応した両国が多国籍軍から離脱、もしくはイラク側に加勢する形で参戦などの恐れが生じてくる。こうなると湾岸戦争の図式は「イラク対世界の戦争」ではなく「宗教間の戦争」になってしまう。この事態を避けるため、アメリカ・国連の説得で渋々ながらイスラエルのイツハク・シャミル首相は報復攻撃を見送る事に同意した。
1991年、イスラエル空軍はソロモン作戦でエチオピアのユダヤ教徒をイスラエルに連れて来た。
1990年代の後半、イスラエル空軍はF-15I Ra'am(雷)とF-16I Sufa(嵐)の調達を始めた。これらはイスラエル空軍の要望に従ってイスラエル向けに特別生産された先進的機体である。2004年4月、最初の102機のF-16Iがアメリカ空軍以外ではすでに最大となっていたF-16戦隊に合流した。イスラエル空軍は同じく、AH-64Dアパッチ・ロングボウの特別バージョンであるAH-64DI Saraphと、全方位能力のパイソン5空対空ミサイルを購入した。2005年にイスラエル空軍はイスラエル・ミリタリー・インダストリーズの先進的情報システムを搭載した改造型ガルフストリーム V(ナフション)を購入した。

### レバノン侵攻(2006年)とシリア核施設爆撃(2007年)
イスラエル空軍は2006年のレバノン侵攻においても、イスラエルのヒズボラ攻撃を主導する重大な役割を果たした。攻撃は主に南レバノンでイスラエルの都市に向けられたヒズボラのロケットランチャーを黙らせるために行われた。イスラエル空軍はこの戦争で12,000回以上の戦闘飛行を行った。最も顕著な働きは戦争の２日目、わずか34分間の攻撃でイランから供給された59基の中長距離ロケットランチャーを破壊したのである。
2006年7月30日にイスラエル空軍がヒズボラの闘士の隠れ家とされるカナ村近くの建物の爆撃(カナ空爆)し、それによって28人の民間人が死亡すると、この行為に対して国際的非難が高まった。
ヒズボラは戦争の最後の日にイスラエル空軍CH-53 Yas'urヘリコプタを撃墜し、5人の搭乗員(男性4人・女性1人)が死亡した。それより前に、イスラエル空軍のF-16Iが1機離陸時に墜落した。イスラエル航空機もこの戦争で3機のイランの無人航空機を撃墜した。
2007年9月5日夜から翌6日未明にかけて、イスラエル空軍機8機が、シリア東部デリゾールにあった、建設中の原子炉とみられる核施設を爆撃、破壊に成功した(Operation Orchard)。イスラエル国防軍は2018年3月21日、イスラエルによる攻撃だったと公式に認めた。
CBSニュースが伝えた所によると、2009年1月にスーダン国内をエジプトに向かうトレーラーの車列に向かって、ガザ地区への武器供給としてイスラエルの航空機が爆撃を行った。この爆撃で17台のトラックが爆破され、39人の密輸人が死亡した。

### シリア動乱期における対応
2017年3月17日、イスラエル軍機がシリア領内に侵入し空爆を実施。シリア側は地対空ミサイル（ロシア製S-200）を発射して応戦した。イスラエルは、地対空ミサイルによる被害はなかったものの、ミサイルがイスラエル領内に落下する恐れがあったとして、アローミサイルで撃墜したと発表している。
2018年2月10日、イスラエル軍は、シリア・パルミラ近郊のイラン軍事施設を戦闘機8機で攻撃。シリア側の対空攻撃によりF-16が1機撃墜され、搭乗員2名が負傷した。空爆に先立ち、イスラエルは領空侵犯をしたイランの無人機を撃墜したと発表したが、イラン側は否定している。

## パイロットの選抜と訓練
これまで39人のイスラエル空軍パイロットが5機以上の敵機を撃墜してエースの称号を獲得した。そのうち10人が8機以上の敵ジェット機を撃墜した。過去最高のエースは17機の撃墜記録を持つギオラ・エプスタイン大佐である。エプスタイン大佐は朝鮮戦争以来のジェット機撃墜の世界記録を持っている。
イスラエル空軍のパイロット選抜プロセスは「パイロットに最適な人材だけを採用する」という近代イスラエル空軍の父と呼ばれるエゼル・ヴァイツマンの思想に始まる。彼の理論は、空から思うままに攻撃できる状況では地上部隊の技能と勇敢さが無駄になる、というものであった。結果として、パイロットはその訓練課程の前の生まれつきの能力によってまず選抜され、さらに軍の「世界で最も厳しい選抜コース」の中で最適とみなされた人だけを採用する事となった。
従ってイスラエルのパイロットになる可能性の有無は、まず18歳で兵役に就く以前の段階で「学校での高い成績」「規定のテストでのトップの得点」「優れた健康状態」と「高い技術的才能」といった要素に基づいて選抜される。これらの基準や他の条件に合致した人材が集められ、身体的・精神的・社会的課題を伴う6日間の選抜コースに参加する。新兵は割り当てられた任務をこなす能力だけではなく、例えば 彼らがどのように困難や予想外のトラブルに対応するか、彼らが集団内でどれほどうまく活動するか、彼らがどのように問題解決や管理不能状態に取り組むか、といったその姿勢も問われる。選抜コースの過程で参加者の9割が不合格となるという。
選抜コースに合格すると、士官学校ではなくイスラエル空軍学校に入校し、空を飛ぶ前に3年間の訓練課程がある。航空教育以外にも基礎教練や士官としての教育が施される。またネゲヴ・ベン＝グリオン大学と提携しているため文系・理系の学士号を取得できる。素養は随時判定され、操縦訓練に入る前に多くが不合格となる。訓練課程をリタイアした者は航法員などパイロット以外の職種で空軍に残るか、陸海軍に移籍するかのどちらかである。機種の割り当ては適性により判定される。
このような18歳前後からパイロット要員として直接採用・教育するシステムは、第二次大戦中にパイロットが不足した際に多くの国で実施されたが、戦後は需要が落ち着いたため、士官学校で4年間の教育を受けた卒業生から適正者を振り分け、操縦訓練を実施するのが基本となった。イスラエル以外の早期教育制度としては日本の航空学生制度がある。
1994年に南アフリカからのユダヤ人移民アリス・ミラーによる高等裁判所への提訴という画期的な出来事によって、空軍は女性達に航空学校への入学資格を認めるよう指示された。ミラーは入学試験には合格したが、医療検査にパスしなかったためパイロット資格は取得できなかった。最初の女性戦闘機パイロットは2001年に資格を取得した。
アラブ系イスラエル人がイスラエル国防軍に志願した場合、彼らが空軍訓練に参加できるかどうかは不明である。2006年にアラブ系イスラエル人がパイロット選抜コースに志願したが、受け入れられなかった。

## 航空機

### 現役
| 航空機                                      | 製造           | 種類                                      | バージョン                                                      | 就役数  | 備考                         |
| ------------------------------------------- | -------------- | ----------------------------------------- | --------------------------------------------------------------- | ------- | ---------------------------- |
| 練習機                                      |                |                                           |                                                                 |         |                              |
| AMIT フーガ・マジステール                   | フランス       | ジェット練習機                            | CM-170 "Tzukit"                                                 | 39      | 段階的に退役                 |
| グロプ G 120                                | ドイツ         | 練習機                                    | G-120A "Snunit"                                                 | 27      | 私有                         |
| ホーカー・ビーチクラフト T-6テキサンII      | アメリカ合衆国 | 練習機                                    | T-6A "Efroni"                                                   | 4       | 2009年7月7日から順次20機配備 |
| 補助機                                      |                |                                           |                                                                 |         |                              |
| ビーチクラフト ボナンザ                     | アメリカ合衆国 | utility                                   | A-36 "Khofit"                                                   | 22      |                              |
| ビーチクラフト スーパーキングエア           | アメリカ合衆国 | utility utility 哨戒機 電子戦機           | B-200 "Tzofit"B-200T "Tzofit"B-200T "Kookiya" B-200CT "Kookiya" | 41053   | 一部訓練利用                 |
| ビーチクラフト C-12 ヒューロン              | アメリカ合衆国 | 電子戦機                                  | RC-12D "Kookiya"RC-12K "Kookiya"                                | 52      |                              |
| ボーイング 707-320                          | アメリカ合衆国 | 大型輸送機 空中給油 電子戦機              | 707 "Re'em"KC-707 "Saknai" RC-707 "Barboor" EC-707 "Khasida"    | 1742    |                              |
| ロッキード C-130ハーキュリーズ              | アメリカ合衆国 | 戦術輸送機 戦術輸送機 空中給油機 電子戦機 | C-130E "Qarnaf" C-130H "Qarnaf" KC-130H "Qarnaf" EC-130H "Aya"  | 8 2 4 2 |                              |
| ガルフストリーム G550                       | アメリカ合衆国 | 電子戦機 早期警戒管制機                   | G500 SEMA "Nahshon-Shavit" G550 CAEW "Nahshon-Eitam"            | 3 2     |                              |
| IAI シースキャン                            | イスラエル     | 哨戒機                                    | SeaScan 1124N "Shahaf"                                          | 3       |                              |
| 戦闘機                                      |                |                                           |                                                                 |         |                              |
| ボーイング F-15 イーグル                    | アメリカ合衆国 | 制空戦闘機                                | F-15A "Baz"F-15B "Baz"F-15C "Baz"F-15D "Baz"                    | 2061710 | "Baz 2000"に改良             |
| ボーイング F-15E ストライクイーグル         | アメリカ合衆国 | マルチロール機                            | F-15I "Ra'am"                                                   | 25      |                              |
| ロッキード F-16 ファイティング・ファルコン  | アメリカ合衆国 | マルチロール機                            | F-16C ブロック40 "Barak"F-16D "Brakeet"F-16I "Sufa"             | +4797   | 改良                         |
| ロッキード・マーティン F-35I ライトニングII | アメリカ合衆国 | マルチロール機                            | F-35I "Adir"                                                    | 33      |                              |
| ヘリコプター                                |                |                                           |                                                                 |         |                              |
| ユーロコプター AS565 パンテル               | フランス       | 汎用ヘリコプター                          | AS-565SA "Atalef"                                               | 5       |                              |
| ベル AH-1 コブラ                            | アメリカ合衆国 | 攻撃ヘリコプター                          | AH-1Q/S "Tzefa"                                                 | 33      | 一部訓練利用                 |
| ボーイング AH-64 アパッチ                   | アメリカ合衆国 | 攻撃ヘリコプター                          | AH-64A "Peten"AH-64D "Saraph"                                   | 2817    |                              |
| シコルスキー CH-53 シースタリオン           | アメリカ合衆国 | 大型輸送ヘリコプター                      | CH-53A "Yas'ur 2000"CH-53D "Yas'ur 2000"                        | 632     | "Yas'ur 2025"に改良開始      |
| シコルスキー S-70 ブラックホーク            | アメリカ合衆国 | 汎用ヘリコプター                          | UH-60A/L "Yanshuf" S-70A-50/55 "Yanshuf"                        | 1038    |                              |
| 無人航空機                                  |                |                                           |                                                                 |         |                              |
| エルビット ヘルメス450                      | イスラエル     | MALE (中高度遠距離)                       | Hermes 450B/S "Zik"                                             | +       |                              |
| IAI ヘロン                                  | イスラエル     | MALE (中高度遠距離)                       | Heron-1 "Shoval"                                                | +       |                              |
| IAI エイタン                                | イスラエル     | HALE (高高度遠距離)                       | Heron-TP "Eitan"                                                | +       |                              |

### 将来導入予定
| 航空機                                               | 製造           | 種類                   | バージョン        | 就役数 | 備考                           |
| ---------------------------------------------------- | -------------- | ---------------------- | ----------------- | ------ | ------------------------------ |
| アレーニア C-27J スパルタン                          | イタリア       | 戦術輸送機             | AC-27J Spartan    | 0      | 10機 交渉中                    |
| ロッキード・マーティン C-130J スーパーハーキュリーズ | アメリカ合衆国 | 戦術輸送機             | C-130J-30         | 0      | 4機 交渉中 (他5機購入権有り)   |
| ガルフストリーム G550                                | アメリカ合衆国 | 早期警戒管制機         | G550 CAEW "Eitam" | 2      | 2機 発注                       |
| ボーイング AH-64D アパッチ・ロングボウ               | アメリカ合衆国 | 攻撃ヘリコプター       | AH-64D "Saraph"   | 17     | 6機 発注                       |
| ロッキード・マーティン F-35 ライトニング II          | アメリカ合衆国 | ステルスマルチロール機 | F-35I             | 2      | 50機 発注 (他25機購入予定有り) |
| アレーニア・アエルマッキ M-346                       | イタリア       | ジェット練習機         | ?                 | 0      | 20-30機、2012年2月選定         |

### 退役
- F-16A/B "Netz" - 計90機。2016年12月退役[4]。
- F-16C ブロック30 "Barak1" - 2024年7月退役[4]。

### 画像

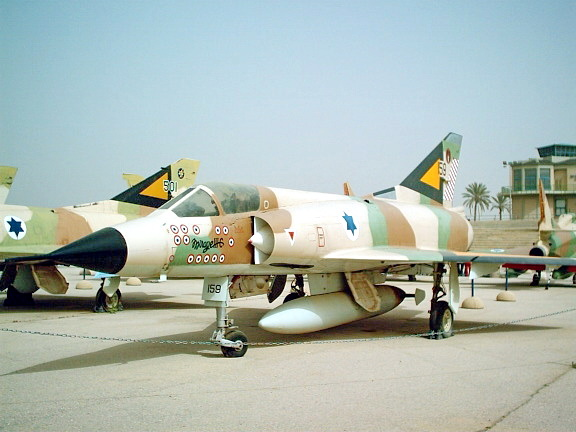
IAF ミラージュIII
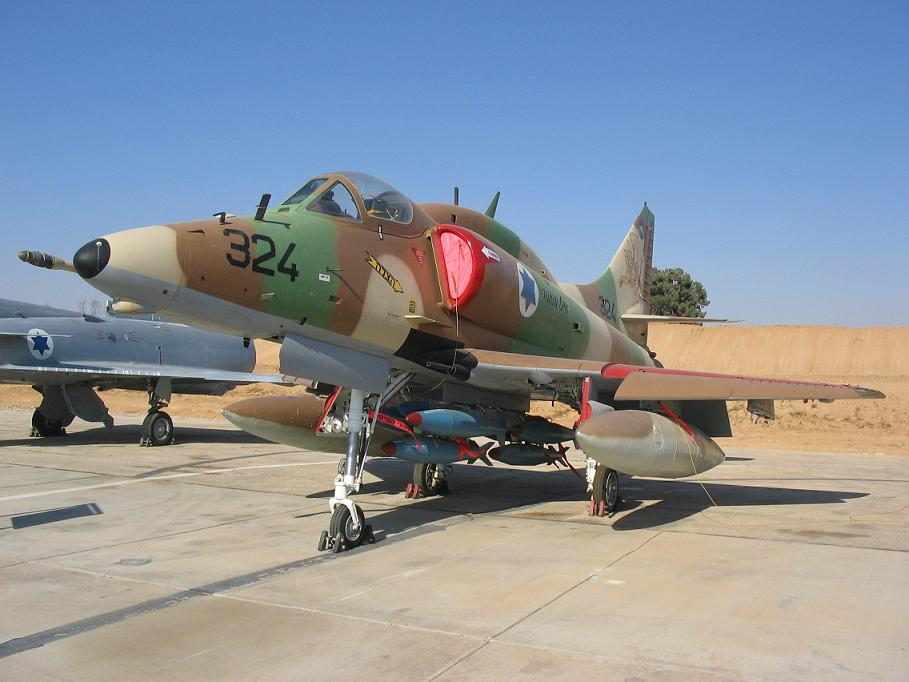
IAF A-4スカイホーク
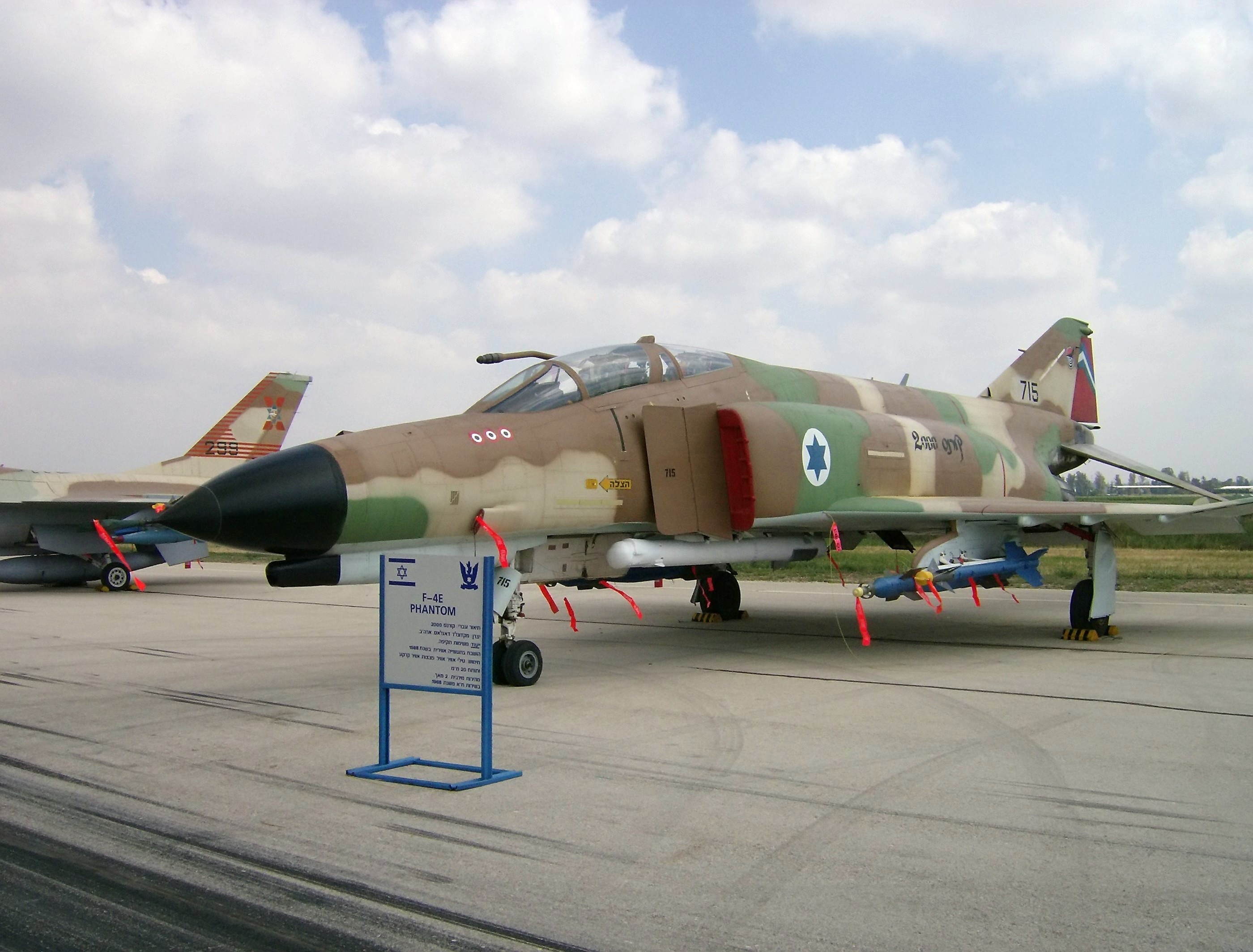
IAF F-4 ファントム II
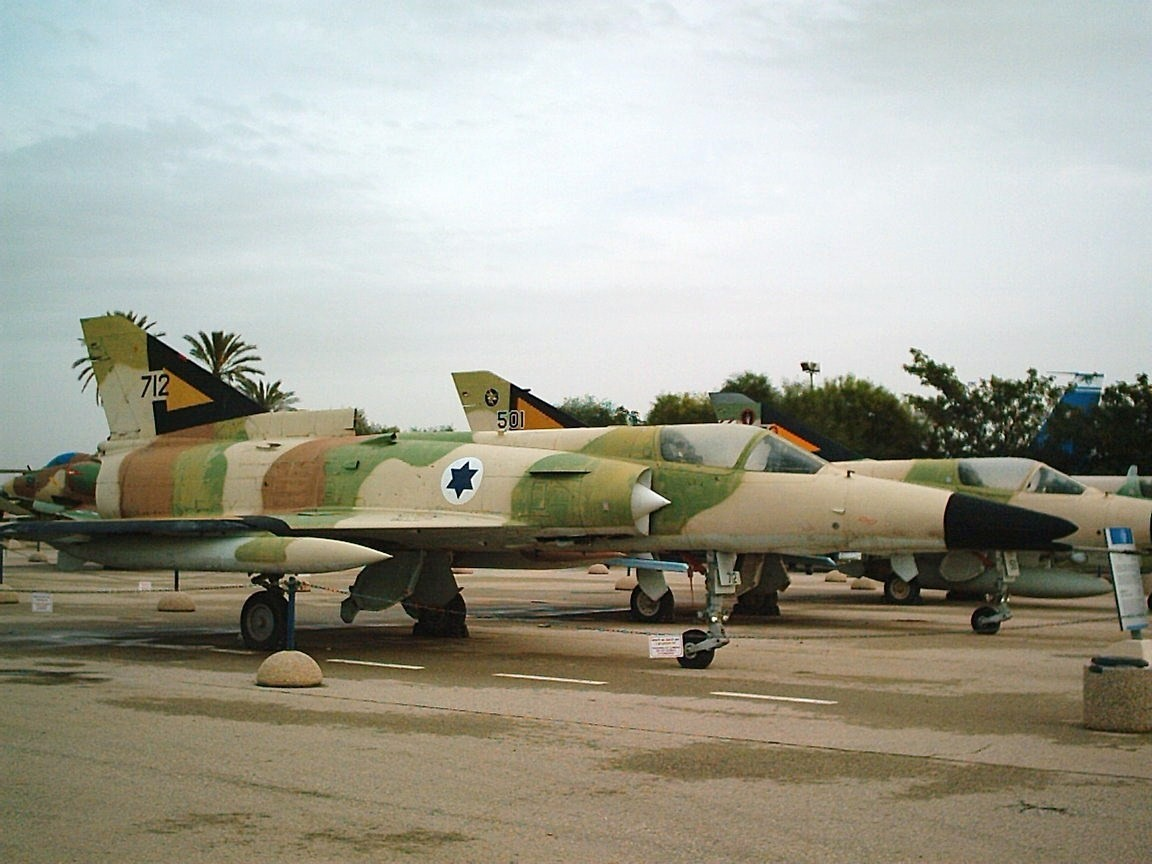
IAF IAI クフィル
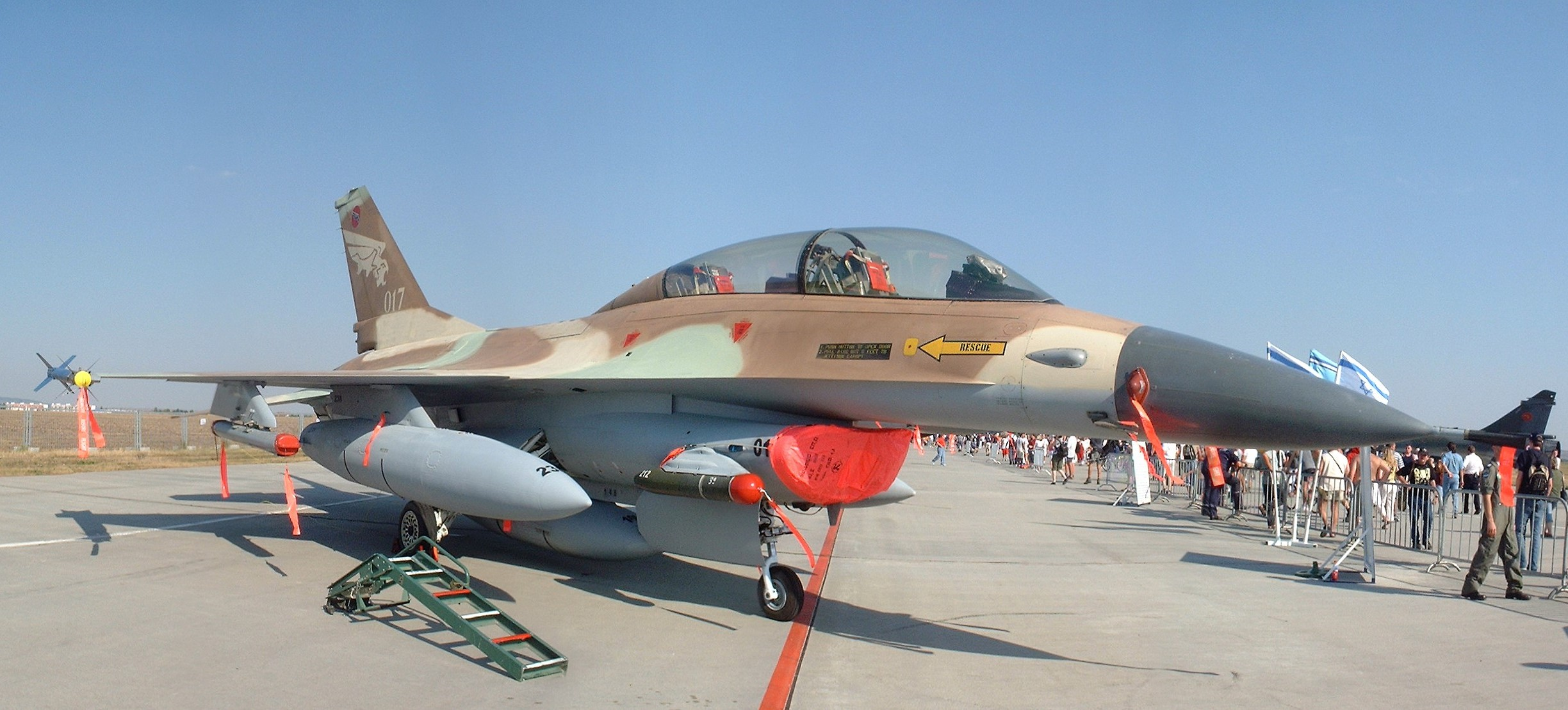
IAF F-16B
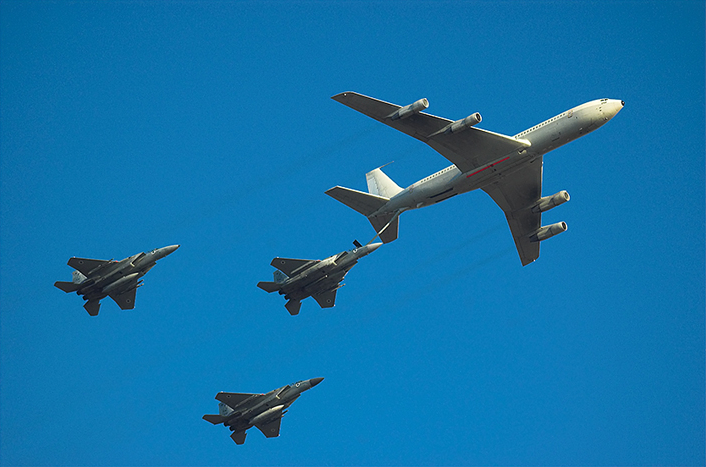
F-15に給油する IAF ボーイング707
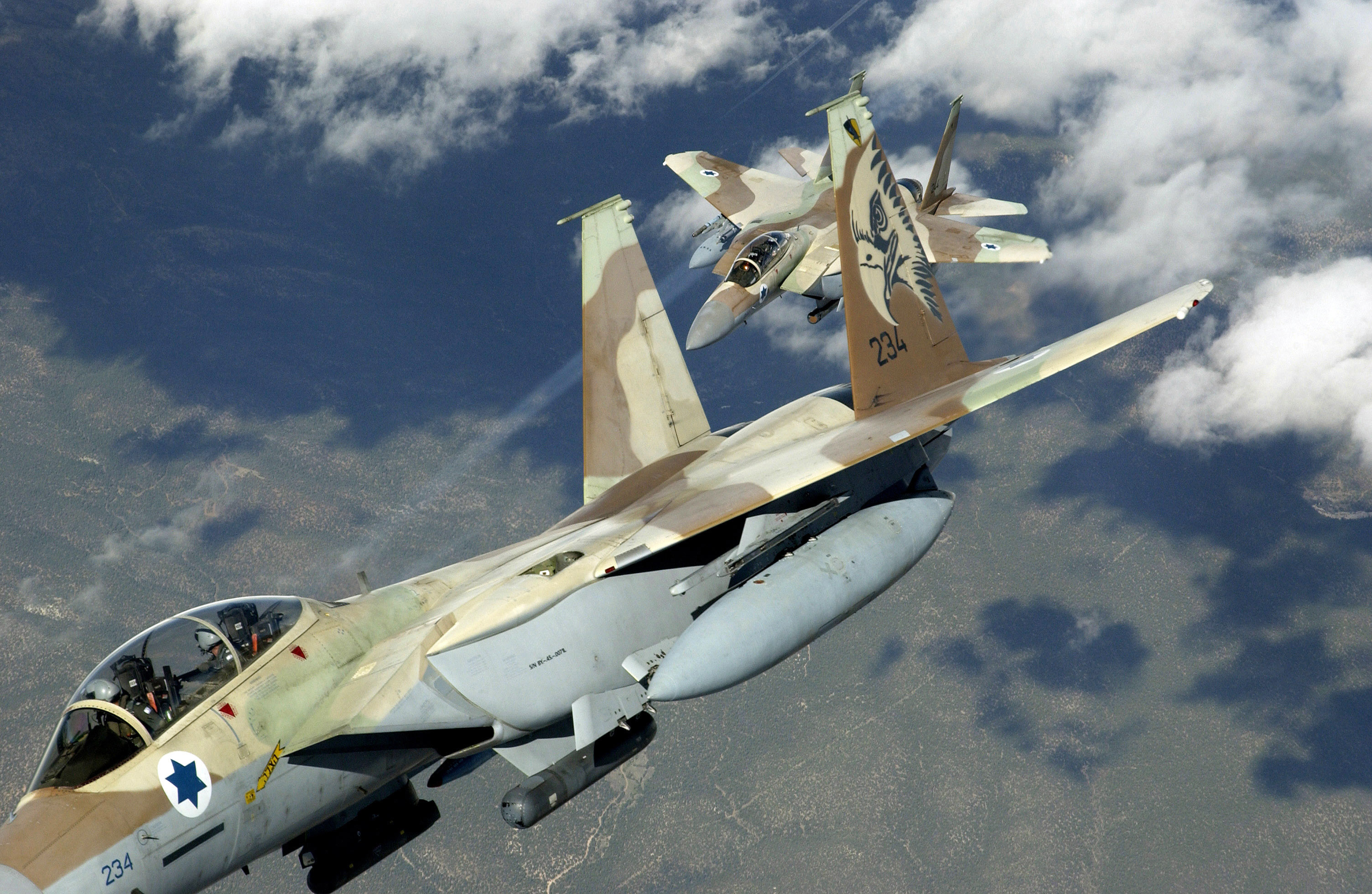
レッドフラッグでのIAF F-15I
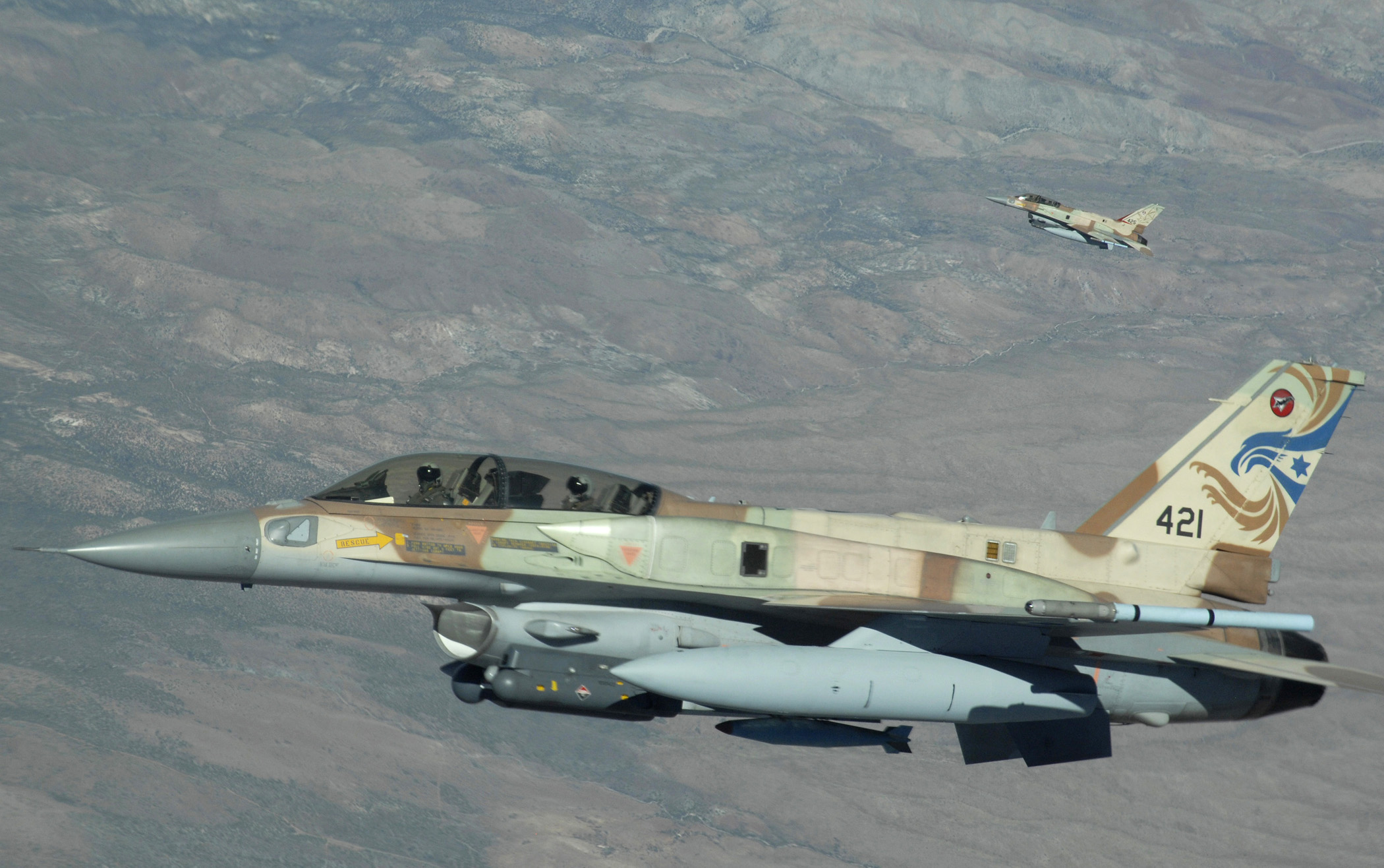
レッドフラッグでのIAF F-16I
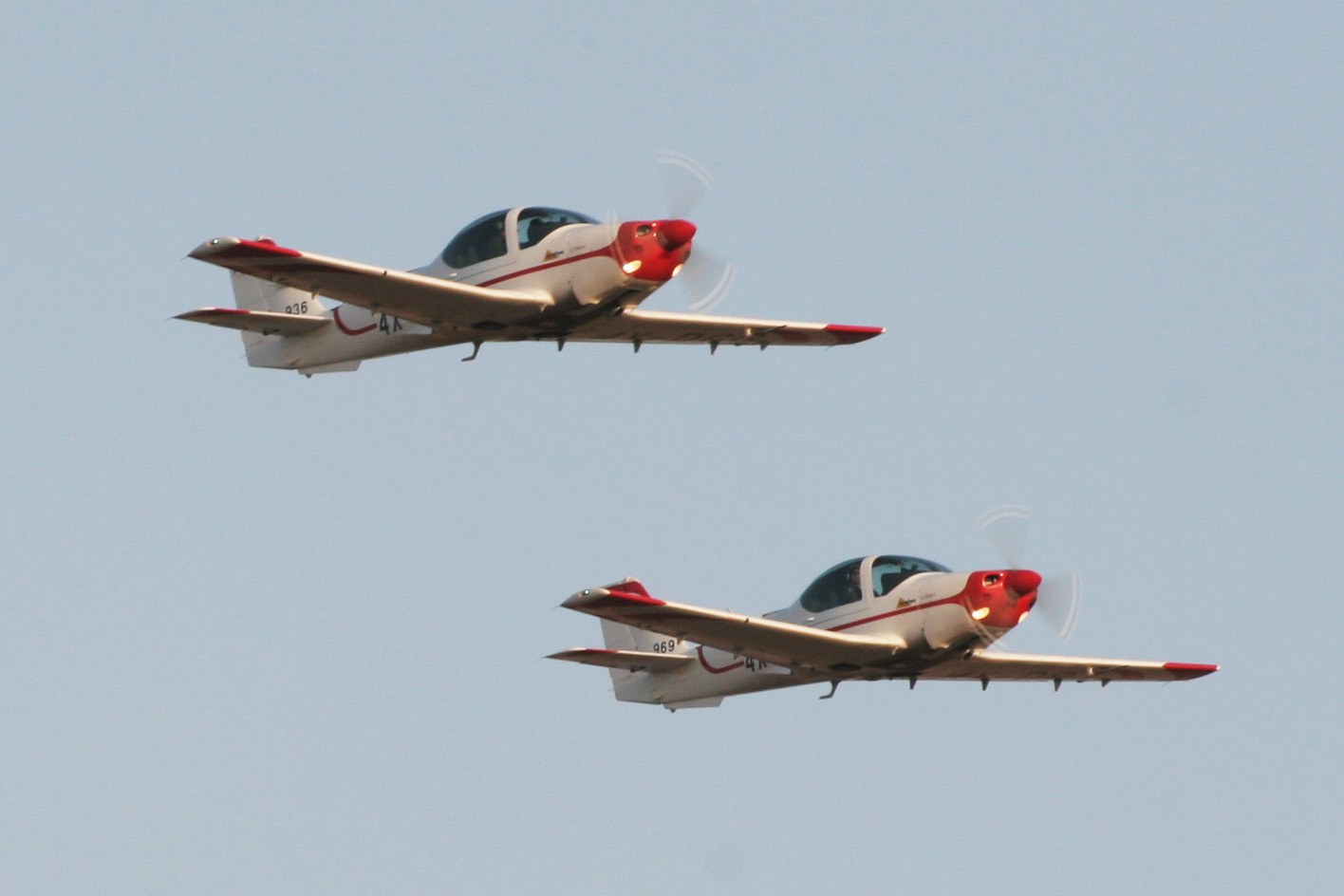
IAF グロプ120A
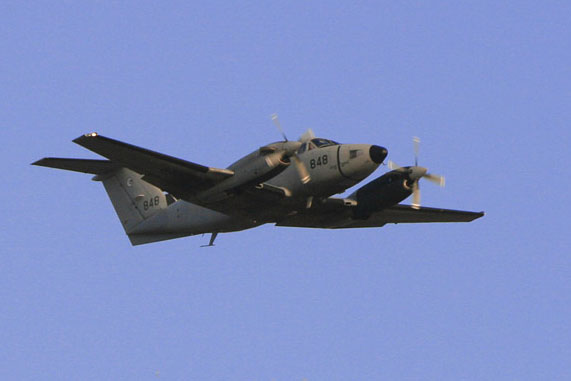
IAF スーパーキングエア B-200
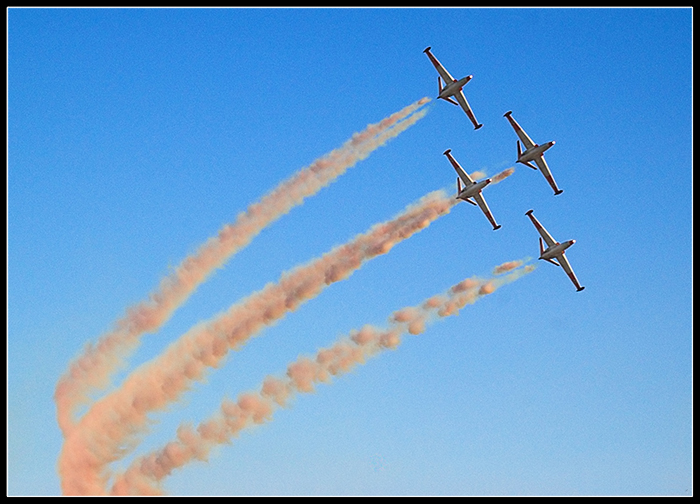
IAF フーガ・マジステール

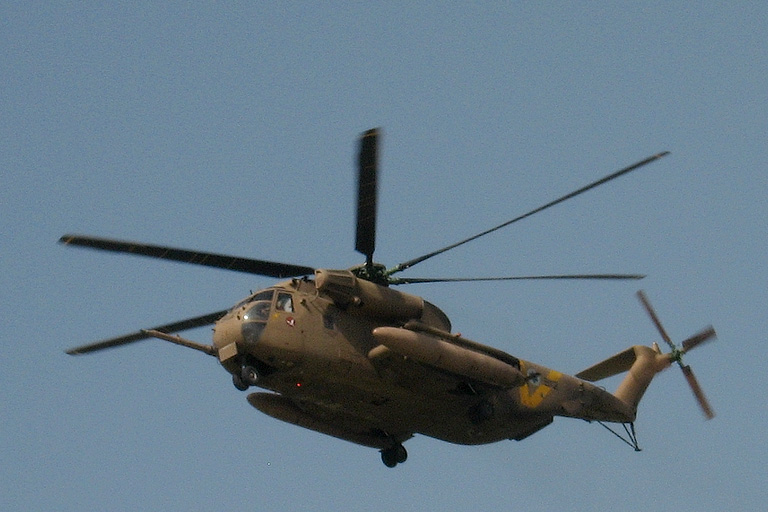
IAF CH-53 シースタリオン
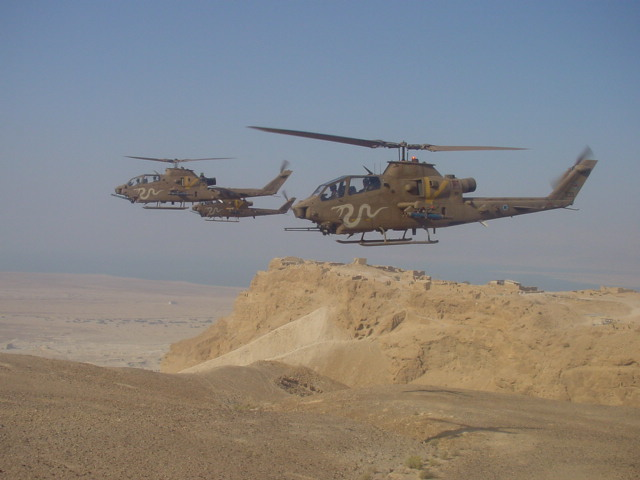
IAF AH-1
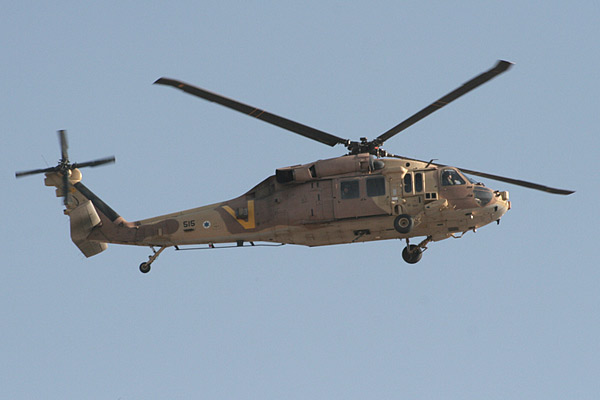
IAF UH-60
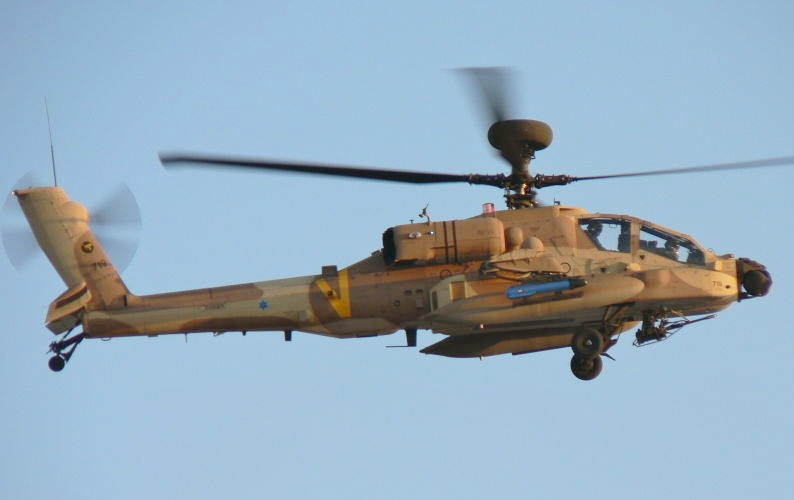
IAF AH-64

## ミサイル

### 空対空ミサイル
- AIM-7 スパロー
- AIM-9 サイドワインダー
- AIM-120 アムラーム
- ダービー
- R.530
- シャフリル
- パイソン
- シャフリル

### 空対地ミサイル
- デリラ（英語版）
- AGM-62 ウォールアイ
- AGM-65 マーベリック
- AGM-45 シュライク
- AGM-78 スタンダードARM
- AGM-114 ヘルファイア
- ポップアイ
- AS.11
- AS.30L
- BGM-71 TOW

### 地対空ミサイル

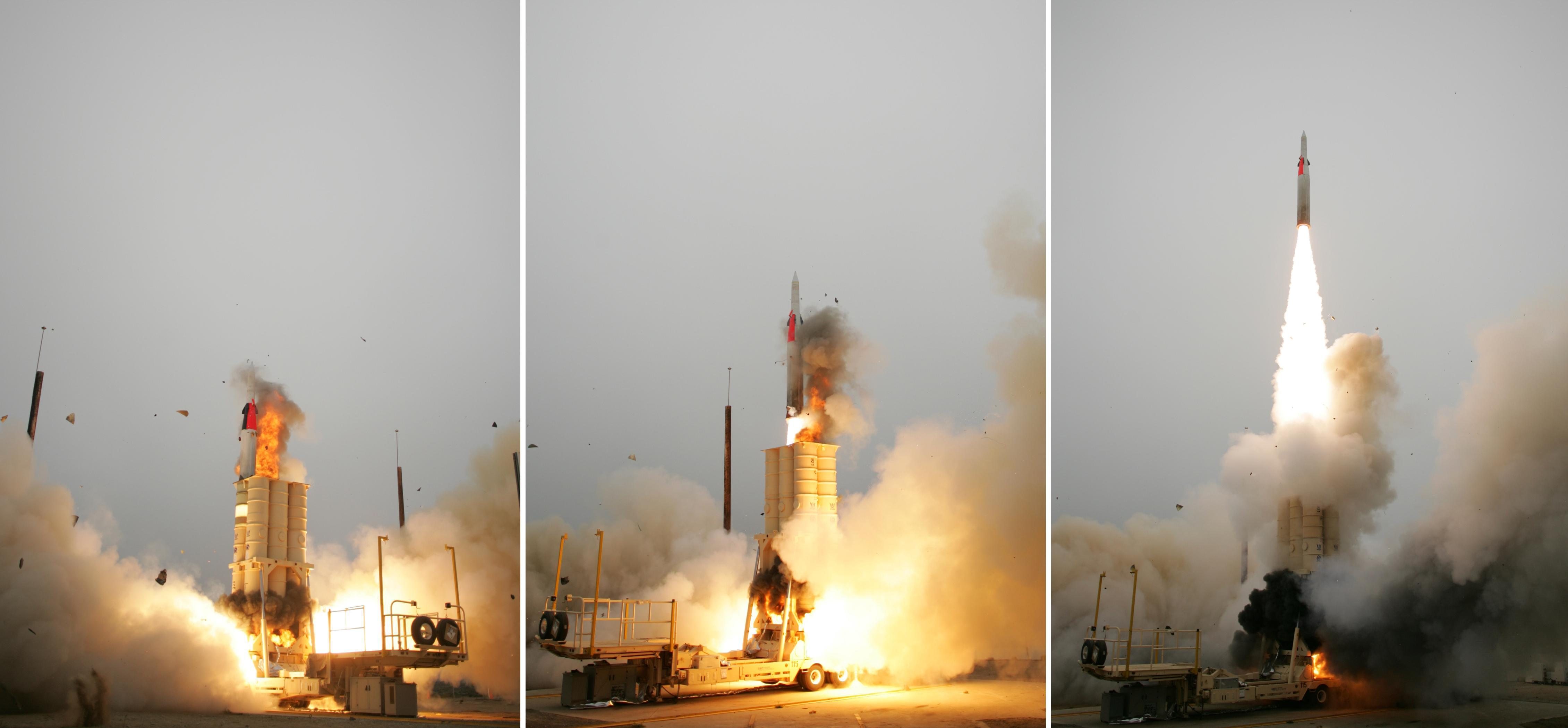
アローミサイルの発射

- ジェネラル・ダイナミクス FIM-92 スティンガー
- SPYDER[6]
- レイセオン MIM-23 ホーク
- レイセオン MIM-104 パトリオット
- イスラエル・エアロスペース・インダストリーズ アロー ミサイル - 弾道ミサイル迎撃システム
- ラファエル アイアンドーム - ロケット砲迫撃砲弾自走榴弾砲の砲弾を防ぐ防空システム

### 地対地ミサイル
- エリコ 1/2/3 - 核弾頭を搭載可能な弾道ミサイル

## ロケット・人工衛星

### 宇宙システム
- Amos (1, 2, 3) - 通信衛星
- EROS (A, B) - リモートセンシング衛星
- Ofeq (1, 2, 3, 4, 5, 6, 7) - 偵察衛星
- TecSAR（英語版） - 偵察衛星
- シャヴィト - 人工衛星打ち上げロケット

## 基地
- ラマト・ダヴィド空軍基地（Ramat David Airbase）

北部地区、ハイファ市の南東、エズレル平野に位置する。F-16C/Dを運用する飛行隊が在籍している。
- ハイファ空軍基地（Haifa Airbase）

ハイファ地区ハイファに位置する。現在は基本的に民間空港で常駐の飛行隊は無いが、空軍の技術学校がある。
- ハツォール空軍基地（Hatzor Airbase）

中央地区、アシュドッド近郊（東側）。F-16C/Dを運用する飛行隊が在籍している。
- テルノフ空軍基地（Tel Nof Airbase）

中央地区、レホヴォト近郊（南側）。F-15A/B/C/Dを運用する飛行隊が在籍している。
- ハツェリム空軍基地（Hatzerim Airbase）

南部地区、ネゲヴ砂漠の北部、ベエルシェバ近郊（西側）。イスラエル空軍博物館、空軍航空学校が併設されている。F-15I、F-16Iを運用する飛行隊が在籍している。
- ネバティム空軍基地（Nevatim Airbase）

南部地区、ネゲヴ砂漠の北部、ベエルシェバ近郊（東側）。G550ナフションやC-130ハーキュリーズなど大型機を運用する飛行隊が在籍する。
- ラモン空軍基地（Ramon Airbase）

南部地区、ネゲヴ砂漠、ベエルシェバ南西、ミツペ・ラモン近郊。AH-64A、AH-64D、F-16Iを運用する飛行隊が在籍している。
- スデ・ドブ空港（Sde Dov Airport）

テルアビブ地区、地中海に面したテルアビブ市内北部の民間空港。イスラエル空軍も一部使用している。2018年に閉鎖予定で、空軍部隊はパルマヒムに移転を予定。
- ベン・グリオン国際空港（Ben Gurion Airport）

中央地区、ロッドに位置する同国最大規模の国際空港。イスラエル空軍も一部使用していたが、現在は常駐飛行隊は無い。
- パルマヒム空軍基地（Palmachim Airbase）

中央地区、地中海に面し、リション・レジオンの南、ヤブネの近郊。ロケット発射場を有する、宇宙開発の拠点でもある。
- オブダ空軍基地（Ovda Airbase）

民間空港と共用。南部地区の最南端、紅海のアカバ湾に面した都市エイラートの北60km、ネゲヴ砂漠南部。アグレッサー部隊の第115飛行隊が在籍する。
- セドット・ミハ空軍基地（Sdot Micha Airbase）

エルサレム地区西部、ベト・シェメシュ近郊。飛行場ではなくエリコ弾道ミサイルの発射基地である。

### 過去に運用されていた基地
- エツィオン空軍基地（Etzion Airbase）

イスラエル最南部のエイラート近郊、第三次中東戦争後に占領していたタバ近郊にかつて存在し、1982年のバビロン作戦ではこの基地から攻撃部隊が離陸した。1989年にエジプトに返還され、現在はタバ国際空港となっている。
- オフィラ空軍基地（Ofira Airbase）

第三次中東戦争後に占領していたシナイ半島南端シャルム・エル・シェイク近郊に位置し、1973年の第四次中東戦争で27機のエジプト空軍機による攻撃を受けるが、第107飛行隊の2機のF-4Eが計7機のエジプト軍機を撃墜し、攻撃を退けた（オフィラの空戦）。戦後、エジプト・イスラエル平和条約に基づきエジプトに返還され、現在はシャルム・エル・シェイク国際空港となっている。
- エイタム空軍基地（Eitam Airbase）

第三次中東戦争後に占領していたシナイ半島北部、ガザ地区の西側に位置するエルゴーラに存在した空軍基地。エジプトへ返還され、現在は多国籍軍監視団（MFO）の司令部として利用されている。
- レフィディム空軍基地（Rephidim Airbase）

第三次中東戦争後に占領していたシナイ半島中部、スエズ運河近郊のビルギフガファに設置されていた基地。消耗戦争当時はエジプトとの戦闘の最前線基地となっていた。エジプト・イスラエル平和条約に基づきエジプトへ返還され、現在はビルギフガファ飛行場として利用。